# Dane dynamiczne
Dane dynamiczne – informacje utrwalone w postaci elektronicznej podlegające częstym aktualizacjom lub aktualizacjom w czasie rzeczywistym, w tym ze względu na ich zmienność lub szybką dezaktualizację. Dane wygenerowane przez czujniki zasadniczo uznaje się za dane dynamiczne.